# Приокско-Террасный заповедник

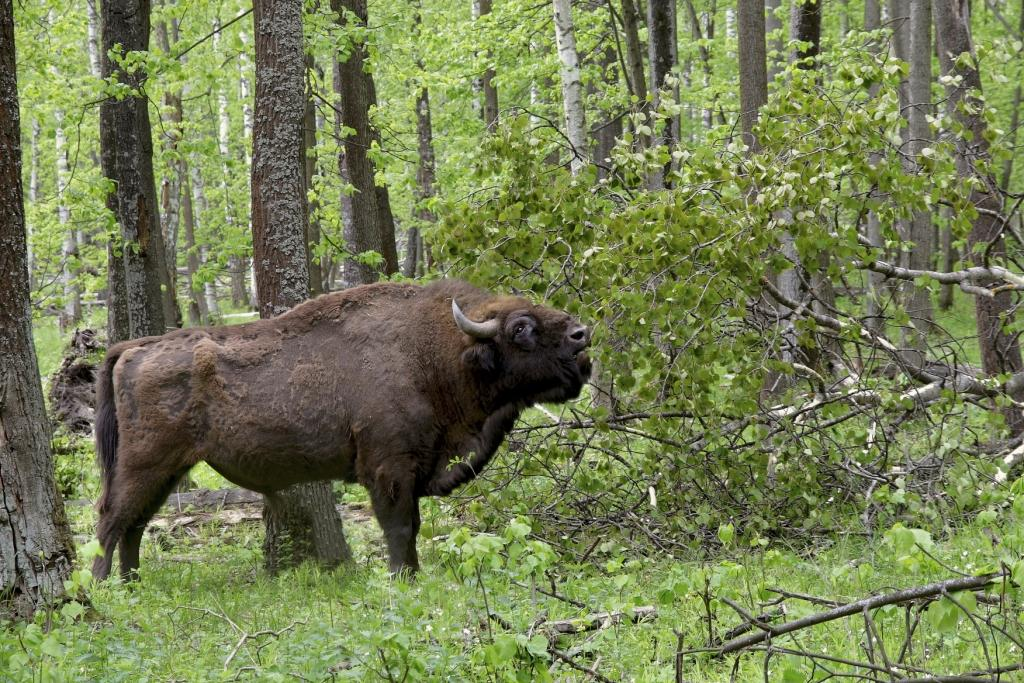
Зубр по кличке Вакант

Прио́кско-Терра́сный госуда́рственный приро́дный биосфе́рный запове́дник и́мени Михаи́ла Забло́цкого — особо охраняемая природная территория Российской Федерации. Расположен на левом берегу Оки, в Серпуховском районе Московской области. Заповедник занимает площадь 4945 га, площадь акватории — 12 га,
площадь охранной зоны: 4683 га. Заповедник является одной из самых небольших природоохранных территорий России. Это единственный государственный природный заповедник на территории Московской области. Входит во Всемирную сеть биосферных резерватов ЮНЕСКО. Получил статус биосферного заповедника и соответствующий сертификат ЮНЕСКО 19 февраля 1979 года.

## Окружение заповедника
Вблизи границ заповедника находятся небольшие населённые пункты: на северо-западе местечко Данки, на юге — деревня Республика, на юго-западе — Лужки, на юго-востоке — Зиброво, на юге город Пущино. На территории 20а квартала заповедника расположена небольшая деревушка Родники (постоянное население отсутствует). Вблизи западной границы заповедника находится деревня Сушки с храмом Святителя Николая, что на Силилищах (1742). В 12 километрах к западу от заповедника расположен город Серпухов, к югу примыкают земли бывших совхозов «Серпуховский» и «Туровский», с севера, запада и востока окружают леса опытно-производственного лесохозяйственного объединения «Русский лес».

## История
Приокско-Террасный заповедник был создан 19 июня 1945 года. Первое время он был одним из пяти участков Московского заповедника. В 1948 году каждый из пяти участков Московского заповедника получил статус самостоятельного заповедника, одним из которых стал Приокско-Террасный. В 1951 году четыре заповедника были упразднены, и Приокско-Террасный заповедник остался единственным государственным природным заповедником в Московской области. В 1966 году площадь заповедника была расширена.
19 февраля 1979 года заповедник получил статус биосферного и сертификат ЮНЕСКО о включении Приокско-Террасного заповедника во всемирную сеть биосферных заповедников. Его задачи расширились, в связи с чем в 1984 году была основана станция комплексного фонового мониторинга, задачами которой являются метеорологические наблюдения и мониторинг загрязняющих веществ, попадающих на территорию заповедника через воздух и осадки.
С начала 1970-х годов в заповеднике организован экологический мониторинг на экосистемном уровне. Для проведения мониторинга в заповеднике создана и действует сеть стационарных пикетов (постоянных пробных площадей), на которых ведутся наблюдения за изменениями основных природных формаций и их отдельных компонентов.
19 марта 2015 года министром природных ресурсов и экологии России Сергеем Донским был подписан приказ о присвоении Приокско-Террасному заповеднику имени М. А. Заблоцкого.
Сообщалось, что запланировано проложить через заповедник четырёхполосную автодорогу, чтобы вывозить по ней мусор на большегрузных автомобилях, что фактически приведёт к уничтожению заповедника. Власти Подмосковья и Минприроды опровергают эти сведения.

## Природа

### Климат
Климат умеренно континентальный с умеренно морозной зимой и тёплым летом. Среднегодовая температура воздуха составляет 3,9 °C. Средняя температура воздуха самого тёплого месяца (июль) 17,7 °C, самого холодного (январь) -10,5 градусов . Абсолютный максимум для температуры 38 °C, минимум -43 °C. Среднее количество осадков за год 500—550 мм. Продолжительность безморозного периода более 135 дней. Снежный покров устанавливается в конце ноября — начале декабря, сходит в середине апреля. Его толщина доходит до 50—55 см.

### Рельеф
Представлен террасированной равниной, полого наклонённой с севера на юг. Рельеф высоких северных террас выположенный и не имеет дюнных всхолмлений. Характерным элементом рельефа северных и центральных участков заповедника являются карстовые воронки, возникающие в местах близкого залегания каменноугольных известняков. Для рельефа нижних (южных) песчаных террас характерны песчаные валы и холмы (в частности Турецкий и Пониковский валы), которые возвышаются на 10—15 метров над соседними, более низкими участками, понижениями и котловинами. Эти валы, изогнутые дугами, имеют длину около 3 км.
На границе высокой поймы Оки находятся участки, которые со всех сторон окружены песчаными валами. Эти своеобразные образования называемые «долы», являются местами произрастания большого числа видов степных растений, получивших название «окской флоры».

### Гидрологическая ситуация
Водоёмов на территории заповедника немного: имеется несколько речек, озёр и немногочисленные болота. Среди рек самыми большими являются Тоденка, Пониковка. По реке Сушке проходит северо-западная граница заповедника. Самая крупная из них — Тоденка — берёт начало за пределами заповедника, чуть севернее его. Её длина составляет около 9—10 км, а ширина — до 4 м. Исток Пониковки расположен на территории заповедника. Её размеры меньше, чем у Тоденки: длина — около 6 км, ширина — до 1,5 м. Сушка и Тоденка впадают в Оку, а Пониковка теряется в небольшом карстовом озерке к югу от заповедника и попадает в Оку лишь по подземным путям. Берега рек покрыты густыми зарослями чёрной ольхи, ивы и местами ели.
Среди озёр наиболее крупными являются Протовское и Сионское. Их образуют, стекая в понижения между песчаными валами, мелкие ручьи и временные водотоки. Жарким летом озёра почти полностью пересыхают. Болота занимают не более 1 % территории заповедника. Среди них встречаются как низинные, так и верховые.
На территории заповедника имеются многочисленные проявления карста: как небольшие углубления, являющиеся началом карстовых процессов, так и чётко выраженные карстовые воронки. В наиболее крупной карстовой воронке в южной части заповедника имеется непересыхающее озеро Воловий глаз, во влажные годы заметно увеличивающееся в размерах и дающее весной исток ручью.

### Флора
В Приокско-Террасном заповеднике насчитывается более 960 видов высших растений. Основными породами деревьев являются сосна, ель, липа, дуб, берёза, осина. Леса, состоящие в основном из этих пород деревьев, занимают 93 % площади заповедника, или 4537 га. Преобладают приокские боры с участками широколиственных лесов. В древних остепнённых борах растут: дрок красильный, ракитник, вероника седая, осока верещатниковая и др., а на вершинах песчаных холмов и валов — кладония оленья, лесная и приальпийская. В сосново-липово-дубовых лесах есть примесь из клёна и ели и обильный подлесок из лещины, бересклета бородавчатого, калины, жимолости и т. д. В составе сосновых лесов северной части заповедника — боры брусничные, черничные, кисличные; на реликтовом сфагновом болоте спеют клюква и голубика, имеются заросли багульника болотного, растут росянка, подбел, сабельник.
Особую ценность представляют растительные сообщества юга заповедника, получившие название «окской флоры», открытой в 1861 году профессором МГУ Н. Н. Кауфманом. C 1923 года «окскую флору» изучал исследователь флоры Средней России доцент МГУ П. А. Смирнов, в 1958 году опубликовавший монографию «Флора Приокско-Террасного государственного заповедника». «Окская флора» представляет собой фрагменты луговой степи и остепнённых лугов, расположенных на участках высокой поймы Оки и на первой надпойменной террасе по опушкам сухих остепнённых боров и местами под их пологом. В общей сложности здесь произрастает свыше 50 видов высших растений, которые характерны для сообществ северных вариантов луговых степей. Среди них: ковыль перистый, типчак, клубника, жабрица однолетняя, герань кроваво-красная, рябчик русский, вишня степная, козелец пурпуровый, чемерица чёрная, зопник клубненосный и другие виды. Эта растительность встречается в своеобразных до́лах, на участках верхней поймы.

### Фауна
В Приокско-Террасном заповеднике насчитывается 56 видов млекопитающих, ещё 2 вида — зубр Bison bonasus L. и американский степной бизон Bison bison L. — содержатся в Центральном зубровом питомнике, 139 видов птиц, 5 видов пресмыкающихся, 10 видов земноводных и 8 видов рыб.

#### Птицы заповедника

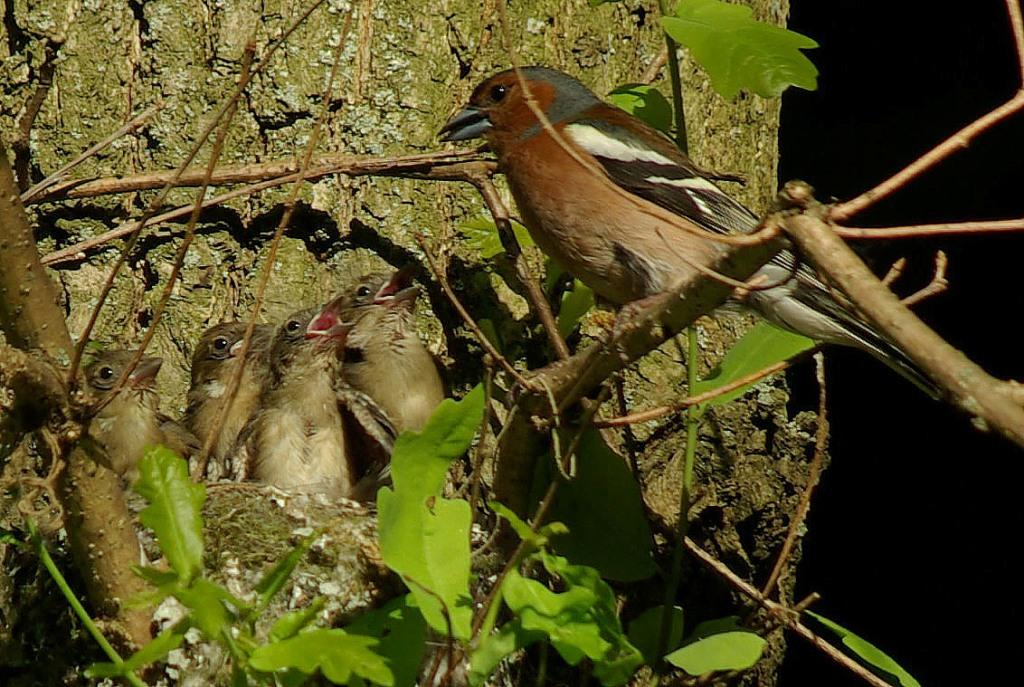
Зяблик — доминирующий вид птиц в заповеднике

На территории Приокско-Террасного биосферного государственного природного заповедника зарегистрировано 140 видов птиц из 14 отрядов. Около 55 % видов птиц относятся к отряду воробьинообразных. Из куриных можно встретить глухарей, рябчиков, тетеревов, из хищных — перепелятников, тетеревятников, осоедов, чёрных коршунов и многих других. Большинство птиц заповедника — перелётные и кочующие. Птицы, гнездящиеся в центральных областях России, в том числе и на территории Приокско-Террасного заповедника, осенью мигрируют в основном в юго-западном направлении. Часть из них остается на зимовку в южных областях России и в Причерноморье. Другие летят зимовать в юго-западную часть Европы: на Балканы, Апеннинский полуостров, южную Францию, южную Германию. Прочие перелетают Средиземное море и зимуют в Северной Африке. Обычны пеночки, мухоловки, дикие голуби; встречаются осоед, змееяд, канюк обыкновенный, филин. На зимовку в заповеднике остаются 41 вид. Среди них: ястреб-тетеревятник, ястреб-перепелятник, тетерев, глухарь, рябчик, серая куропатка, ушастая сова, мохноногий сыч, домовый сыч, воробьиный сыч, серая неясыть, зелёный дятел, седой дятел, желна, большой пёстрый дятел, белоспинный дятел, средний пёстрый дятел, малый пёстрый дятел, сойка, сорока, серая ворона, ворон, свиристель, желтоголовый королёк, дрозд-рябинник, длиннохвостая синица, буроголовая гаичка, хохлатая синица, московка, обыкновенная лазоревка, большая синица, обыкновенный поползень, обыкновенная пищуха, домовый воробей, полевой воробей, чиж, черноголовый щегол, обыкновенная чечётка, обыкновенный клёст, обыкновенный снегирь, обыкновенная овсянка.
Приокско-Террасный заповедник расположен на стыке подзон хвойно-широколиственных и широколиственных лесов. Благодаря этому в заповеднике встречаются как птицы таёжного фаунистического комплекса, так и птицы, принадлежащие к фаунистическому комплексу широколиственных лесов западного типа. Типичными представителями таёжного фаунистического комплекса являются: глухарь, рябчик, желна, желтоголовый королёк, дрозды: рябинник, деряба, белобровик, чиж, клёст-еловик, снегирь. Среди типичных представителей фаунистического комплекса широколиственных лесов западного типа: зелёный дятел, иволга, чёрный дрозд, зелёная пересмешка, мухоловка-пеструшка, Славка-черноголовка, зеленушка.
Среди птиц, зарегистрированных в заповеднике, шесть видов занесены в Красную книгу России: это скопа (Pandion haliaetus) L., большой подорлик (Aquilla clanga) Pall., филин (Bubo bubo) L., средний пёстрый дятел (Dendrocopos medius) L., серый сорокопут (Lanius excubitor) L., белая лазоревка (Parus cyanus) Pall.
26 видов птиц, зарегистрированных в заповеднике, внесены в Красную книгу Московской области. Это: 8 видов дневных хищных птиц — скопа Pandion haliaetus L., осоед обыкновенный Pernis apivorus L., чёрный коршун Milvus migrans Bodd., полевой и луговой луни Circus cyaneus L. и Circus pygargus L., Орёл-карлик Hieraetus pennatus Gm., большой подорлик Aquila clanga Pall., кобчик Falco subbuteo L., 1 вид куликов — дупель Gallinago media Lath., 1 вид голубей — клинтух Columba oenas L., 3 вида сов — филин Bubo bubo L., сплюшка Otus scops L., домовый сыч Athene noctua Scop., 2 вида ракшеобразных — сизоворонка Coracias garrulus L., зимородок Alcedo atthis L., 1 вид удодообразных — удод Upupa epops L., 5 видов дятлов — зелёный Picus viridis L., седой Picus canus Gm., белоспинный Dendrocopos leucotos Bechst., средний пёстрый Dendrocopos medius L., трёхпалый Picoides tridactylus L. дятлы и 5 видов воробьинообразных — лесной жаворонок Lullula arborea (L.), серый сорокопут Lanius excubitor L., кедровка Nucifraga caryocatactes (L.), ястребиная славка Sylvia nisoria (Bechst.), белая лазоревка Parus cyanus Pall.

#### Звери заповедника

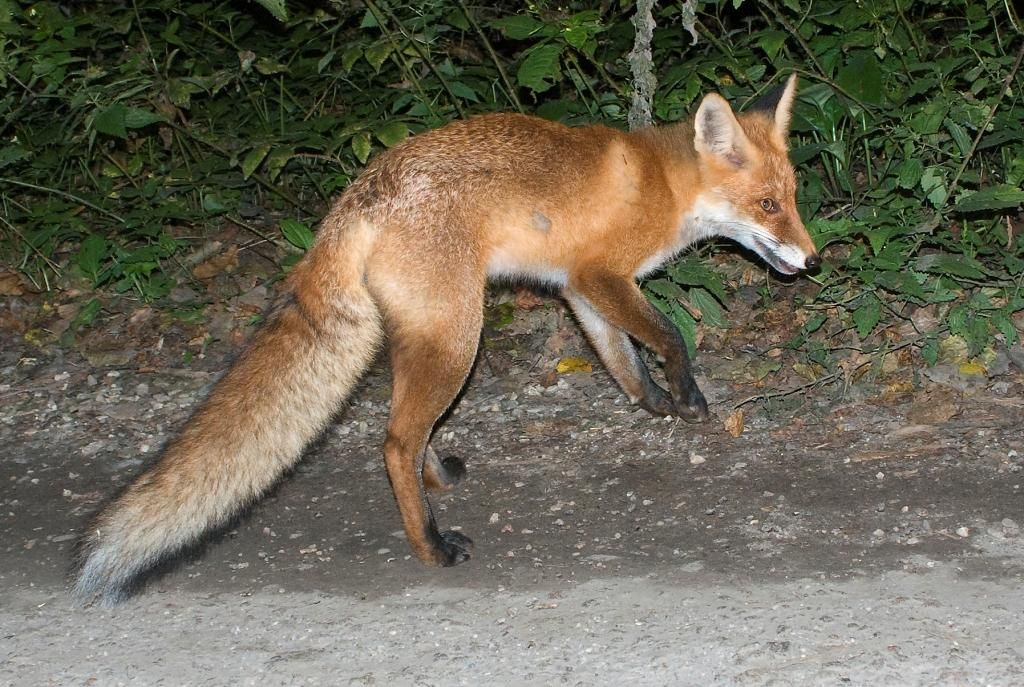
Лиса — наиболее многочисленный хищник заповедника

В фауне очень заметны копытные, которых для такой небольшой территории бывает даже слишком много. В приокские боры на зимовку собирается масса лосей, вносящих большие изменения в природные сообщества. Помимо свойственных этой зоне, но реакклиматизированных европейского благородного оленя и косули, здесь обитает чуждый вид — пятнистый олень. Встречается кабан.Особое место среди млекопитающих заповедника занимает зубр. В 1948 году в заповеднике М. А. Заблоцким создан Центральный зубровый питомник с целью восстановления этого вида и возвращения его в природу в места прежнего обитания. Численность зубров в заповеднике на 1 января 2008 года составляла 45 голов. В 2008 году родились и выращены 10 зубрят, 10 зубров в конце 2008 года вывезены в леса заповедника «Калужские засеки» для жизни на свободе. На 1 января 2009 года — 41 голова зубра.
Среди хищных зверей самый многочисленный — лисица, всего же на территории заповедника можно встретить 11 видов млекопитающих из семейства хищных, 7 из которых здесь обитают постоянно. Среди рукокрылых (летучие мыши) насчитывается также 11 видов: ушаны, ночницы Наттерера, усатая, прудовая, водяная, рыжая и малая вечерницы, двуцветный кожан и другие.
Самые мелкие млекопитающие — насекомоядные — включают 9 видов: европейский крот, обыкновенный ёж, белогрудый ёж, малая белозубка, кутора и 4 вида землероек-бурозубок.
Среди зайцеобразных наиболее многочислен заяц-беляк, реже встречается заяц-русак. Грызунов насчитывается 18 видов: обыкновенная белка, евразийский бобр, 6 видов полёвок, 5 видов мышей, 2 вида крыс, лесная мышовка.
Белка, соня-полчок и орешниковая соня, зайцы, русак и беляк, лисица, горностай, ласка, лесной хорь, лесная куница — исконные обитатели этих мест. Бобра возвратили после длительного отсутствия, и он заселил заповедные речки Тоденку, Паниковку и Сушку. А вот енотовидную собаку акклиматизировали, и она вряд ли пришлась ко двору в здешних лесах. Из числа обитающих в заповеднике млекопитающих, два вида — бобр Castor fiber L. и косуля Capreolus pygargus Pall. — были истреблены в регионе к началу XX века, но благодаря усилиям заповедника были восстановлены как на территории собственно заповедника, так и во всем южном Подмосковье. Кроме того, возвращён исчезнувший ещё раньше европейский благородный олень.
Пресмыкающихся в заповеднике 5 видов: ящерицы прыткая и живородящая, безногая ящерица веретеница, обыкновенный уж и обыкновенная гадюка.
Земноводные представлены такими видами, как краснобрюхая жерлянка, остромордая, прудовая, травяная и озёрная лягушки, обыкновенный и гребенчатый тритоны, обыкновенная чесночница, зелёная и серая жабы.
Беспозвоночные изучены слабо.
Поскольку Приокско-Террасный заповедник находится на стыке подзон европейской тайги и широколиственных лесов западного типа, среди млекопитающих Приокско-Террасного заповедника встречаются виды, свойственные фаунистическому комплексу южной тайги, типичными представителями которых является заяц-беляк Lepus timidus L., косуля Capreolus pygargus Pall., лось Alces alces L., и виды, относящиеся к фаунистическому комплексу широколиственных лесов, такие как орешниковая соня Muscardinus avellanarius L., желтогорлая мышь Apodemus flavicollis Melch., европейская рыжая полёвка Clethrionomys glareolus Schreb., лесная куница Martes martes L.
Среди млекопитающих Приокско-Террасного один вид — зубр Bison bonasus L. занесён в Красную книгу Международного союза охраны природы и Красную книгу Российской Федерации. Два вида — прудовая ночница Myotis dasycneme Boie и европейская норка Mustela lutreola L. — занесены в Красный список МСОП 2000 года. 10 видов млекопитающих, зарегистрированных в заповеднике, внесены в Красную книгу Московской области. Это: два вида насекомоядных — малая белозубка Crocidura suaveolens Pall. и крошечная бурозубка Sorex minutissimus Zimm., три вида рукокрылых — ночница Наттерера Myotis nattereri Kuhl., прудовая ночница Myotis dasycneme Boie, малая вечерница Nyctalus leisleri Kuhl., три вида хищных — европейская норка Mustela lutreola L., речная выдра Lutra lutra L., обыкновенная рысь Lynx lynx L., два вида грызунов — орешниковая соня Muscardinus avellanarius L. и желтогорлая мышь Apodemus flavicollis Melch (Красная книга Московской области, 2008).

#### Популяция бобра

Старший научный сотрудник заповедника Л. В. Заблоцкая и охотовед Межрайонного Серпуховского общества охотников В. П. Чижова осматривают поселение бобров. 1979 год.

После организации Приокско-Террасного заповедника начаты работы по восстановлению популяции бобра — аборигенного вида, истреблённого здесь уже к началу XX века. В 1948 году по инициативе М. А. Заблоцкого привезены 2 пары бобров из Воронежского заповедника. В 1955 году привезены ещё две пары из Белоруссии. Организационные работы по возвращению бобров в природу, контроль за этим процессом, мониторинг состояния восстанавливаемой популяции бобра и исследования их биологии были возложены на териолога ПТЗ Л. В. Заблоцкую, проводившую их с 1948 по 1983 год.
Из привезённых в 1948 году бобров одна пара была выпущена на реке Тоденке в южной части ПТЗ, вторая — на специально запруженном пруду на Павловом ручье в северо-западной части ПТЗ. Потомство оставила только вторая пара, так как первая перекочевала в Ступинский район. Из второй партии, выпущенной вновь на Тоденке, в ПТЗ осталась также одна пара. Вследствие недостатка участков, пригодных для образования бобровых поселений, первые 15 лет численность бобров росла медленно, несмотря на регулярное их размножение. С 1962—1963 годов в результате средообразующей деятельности бобров произошло обогащение кормовой базы и улучшение условий обитания бобра на малых речках и ручьях заповедника. Увеличился темп прироста популяции бобра в ПТЗ. В долине Тоденки на протяжении 1970—1979 годов обитали от 6 до 9 семей, началось естественное расселение бобра на территорию Южного Подмосковья. К 1973 году образовалась южно-московская популяция бобра численностью 110 особей, обитавших в 30 поселениях на левых притоках Оки в Серпуховском и Ступинском районах. Численность бобра в ПТЗ к 1991 году стабилизировалась на уровне 40-45 особей.
С августа по декабрь 2005 года проведена детальная инвентаризация поселений бобров в заповеднике и его охранной зоне. Зарегистрированы и нанесены на картосхемы бобровые плотины, бобровые хатки и норы. Произведена фотодокументация бобровых сооружений и следов их жизнедеятельности. На территории Приокско-Террасного заповедника выявлено 30 поселений бобров на речках Тоденке (8 поселений), Ниводец (6), Пониковке (4), Жидовине (3), Реченке (2), Колоче (1), Соколов ручей (4), Павлов ручей (2). В охранной зоне заповедника выявлено 28 поселений бобра на реках Сушке (6), Речме (5), Еленке (4), Лопасне (1), Татарке (1) и части русла р. Тоденки вне ПТЗ (11). Этот год был исключительно благоприятен для обитания бобров. В последующие годы количество поселений бобра несколько снизилось. В 2008 году на территории Приокско-Террасного заповедника выявлено только 10 поселений бобров на речках Таденка (4 поселения), Пониковка (1), Сушка (1), Ниговец (2), Соколов ручей (2 поселения + 2 бобра одиночки). Численность бобров в Приокско-Террасном заповеднике на этот период оценивается в 30—44 особи. Таким образом, в долговременном аспекте население бобра в Приокско-Террасном заповеднике можно считать стабилизировавшимся на уровне 40—45 особей. Вне пределов заповедника в Серпуховском районе на весну 2009 года население бобров составляло 470 особей.
На территории заповедника и в окружающих его угодьях Серпуховского региона бобры заселили не только речки и ручьи, но и верховые болота, оросительные канавы, кюветы дорог, капониры и пруды вблизи населённых пунктов. Бобры предельно толерантны к человеку, стали нередко использовать в постройках артефакты человеческого происхождения (доски, колья от забора, осколки кирпичей, куски бетона, упаковки и даже металлолома). Успешный рост в 1991—2005 гг. численности популяции бобров, происходящей всего от 2 пар, подтверждает отсутствие отрицательного влияния инбридинга на этот вид, и инбредный характер размножения у бобра в природных условиях.

#### Центральный зубровый питомник

Основатель Центрального зубрового питомника М. А. Заблоцкий и зубрёнок Молдан. 1980 год.

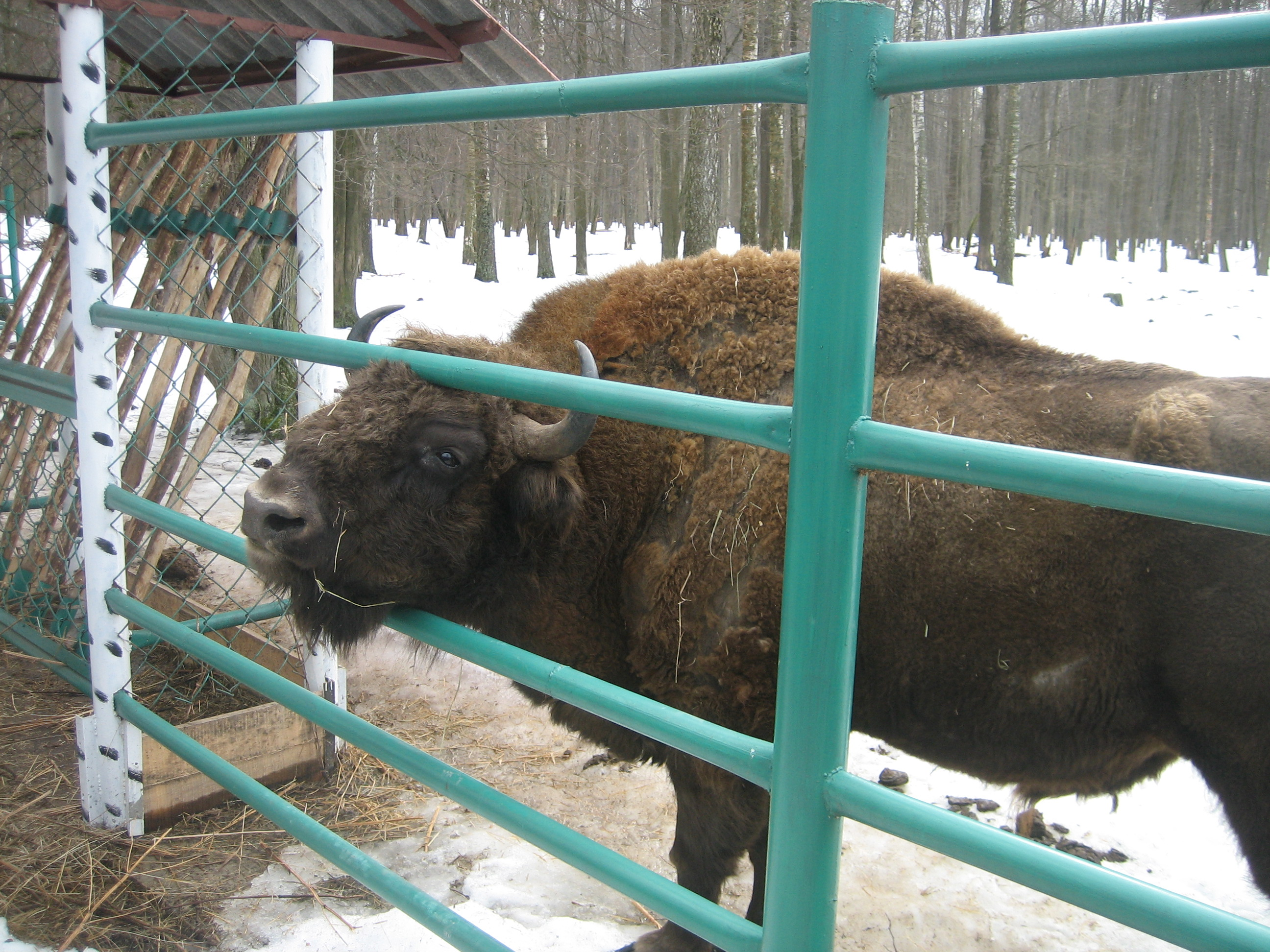
Зубр

Был создан в 1945 году М. А. Заблоцким с целью разведения зубра для восстановления этого редкого вида на территории прежнего ареала.
Задачи питомника:
- Выращивание молодняка зубров для выпуска на волю в районах прежнего обитания этого вида, передача в другие питомники и зоосады;
- Сохранение и расширение генетического фонда зубров сначала в СССР, затем, в России;
- Проведение научных исследований по биологии, экологии, этологии зубра;
- Разработка и совершенствование методов разведения и содержания этих животных в неволе и в условиях естественной свободы.

Питомник занимает площадь в 200 га. Условия, созданные в питомнике для зубров, близки к естественным. Территория питомника поделена на загоны, окружённые проволочной сеткой и соединённые длинными коридорами. В каждом из этих загонов содержится семья зубров, состоящая из одного самца, 4—5 самок и зубрят возрастом до 10 месяцев. Когда зубрятам исполняется 10 месяцев, их отделяют от матерей и объединяют в отдельное молодёжное стадо. К 31 декабря 2009 года в питомнике выращены и отправлены в различные районы России, Украины, Белоруссии, Литвы и других стран 328 чистокровных зубров. Центральный зубровый питомник является центром разведения зубров, местом проведения научных исследований по биологии, экологии, этологии зубра, методам содержания, кормления и транспортировки зубров для расселения на свободе, в местах прежнего обитания. (Исследования М. А. Заблоцкого, Л. В. Заблоцкой, И. П. Белоусовой, Н. В. Требогановой, М. А. Дерягиной, П. П. Гамбаряна, К. К. Флёрова, Е. Чекуровой и др.). Центральный зубровый питомник является также местом подготовки и стажировки специалистов для других пунктов разведения зубров.
Центральный зубровый питомник сыграл значительную роль в мировом масштабе в спасении зубра как редкого вида.
Кроме того, в питомнике для сравнительных исследований и показа содержат одну группу американских степных бизонов.
Герб Серпуховского района — золотой зубр на зелёном фоне, утверждённый Государственной Герольдией при Президенте России за № 412 в декабре 1998 года — обязан своим возникновением существованию всемирно известного Центрального зубрового питомника, расположенного на территории района.

#### Любительские наблюдения (Citizen Science)
Заповедник представлен в международной системе любительских наблюдений iNaturalist. На сегодняшний день собрано более 7 тыс. наблюдений более чем 550 видов.

## Эколого-просветительская деятельность

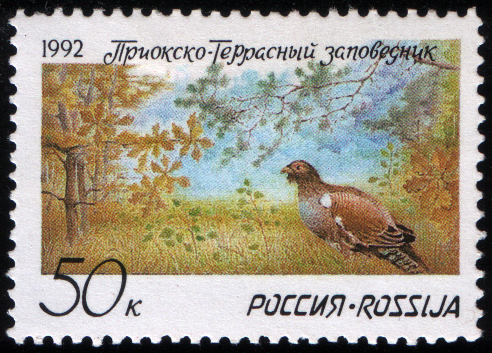
Почтовая марка: «Приокско-террасный заповедник».

Одной из задач заповедников России является экологическое просвещение. Приокско-Террасный заповедник не исключение. Как и в других особо охраняемых природных территориях, здесь проводятся массовые природоохранные мероприятия, такие как «Марш парков», экологические конференции учащихся школ и лицеев, ежегодные встречи «Усыновителей зубров» и др.
Экологическое просвещение ведётся также через региональные и центральные СМИ, в которых сотрудники заповедника публикуют статьи и дают интервью, посвящённые различным аспектам охраны природы, заповедного дела и экологии.

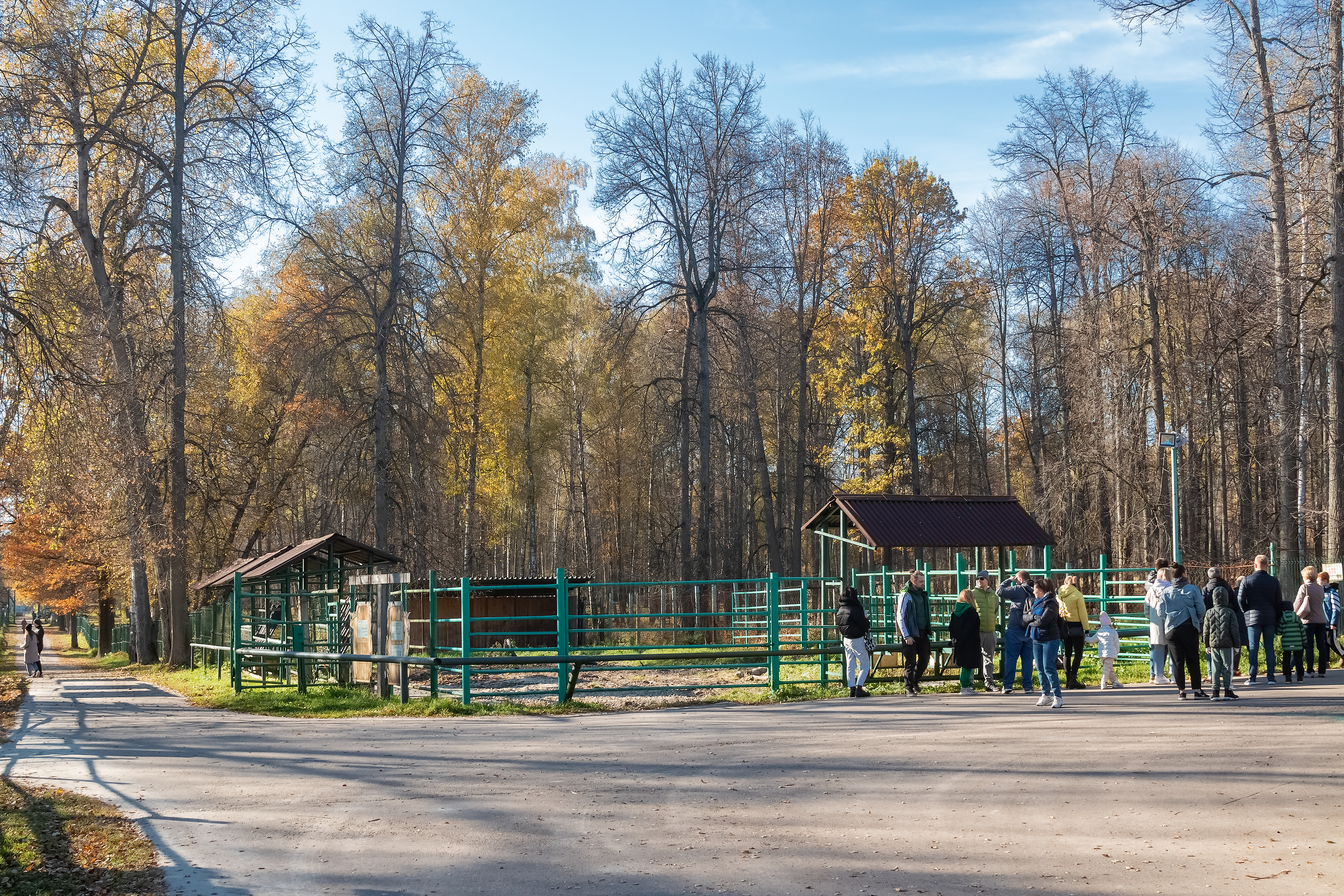
Экскурсия в Приокско-Террасном государственном природном биосферном заповеднике

Ведется большая работа с экскурсантами, посещающими заповедник. В сопровождении научных сотрудников, инспекторов охраны, специально подготовленных экскурсоводов, туристы могут посетить Музей природы заповедника и демонстрационную часть Центрального зубропитомника. Во время экскурсии гостям читаются лекции об истории заповедника, его растительном и животном и мире, работах по восстановлению зубра и других аспектах деятельности заповедника. Экскурсии проводятся ежедневно.
Помимо эколого-просветительской деятельности непосредственно на территории заповедника, сотрудниками заповедника проводятся мероприятия по экологическому просвещению в городе Серпуховe, Серпуховском районе, Пущино. Среди них проводимые ежегодно, с 2001 года, экологический лекторий в Центральной городской библиотеке им. А. П. Чехова (Серпухов), экспозиции в Музейно-выставочном зале Серпухова, эколого-краеведческом музее города Пущино, работа со школьниками Серпуховского района и Серпухова, постоянное сотрудничество с газетой Ока-инфо.
Ежегодно заповедник посещают от 50 до 70 тысяч экскурсантов. В 2009 году — 58113 посетителей.

## Меры охраны

### Запреты
На территории заповедника запрещены следующие действия:
- сбор ботанических, зоологических и минеральных коллекций, за исключением тех, что предусмотрены тематикой и планами научных исследований в заповеднике;
- рубка леса, а также заготовка живицы, древесных соков, технического сырья, лекарственных растений и иные виды пользования лесными ресурсами заповедника, за исключением случаев, предусмотренных настоящим Положением;
- размещение ульев и пасек, выпас скота, сенокошение, сбор и заготовка дикорастущих плодов, грибов, ягод, цветов, семян, орехов, а также иные виды пользования растительным миром, за исключением случаев предусмотренных настоящим Положением;
- охота и рыбная ловля, а также иные виды пользования животным миром, за исключением случаев, предусмотренных настоящим Положением;
- Строительство и размещение сельскохозяйственных и промышленных предприятий, а также их объектов.
- Строительство автомобильных дорог, железнодорожных путей, зданий, путепроводов, линий электропередач и прочих коммуникаций.
- интродукция живых организмов в целях их акклиматизации;
- транзитный прогон домашних животных;
- использование минеральных удобрений и химических средств защиты растений;
- нахождение, проход или проезд посторонних лиц или транспорта вне дорог общего пользования;
- пролёт самолётов или вертолётов над территорией заповедника на высоте ниже чем 2000 метров без согласия с его администрацией или Федеральной службой по надзору в сфере природопользования, а также преодоление самолётами  звукового барьера.
- любая другая деятельность, угрожающая состоянию природных комплексов и объектов, нарушающая естественное развитие процессов в природе или не связанная с выполнением задач, возложенных на заповедник.

### Охранная зона

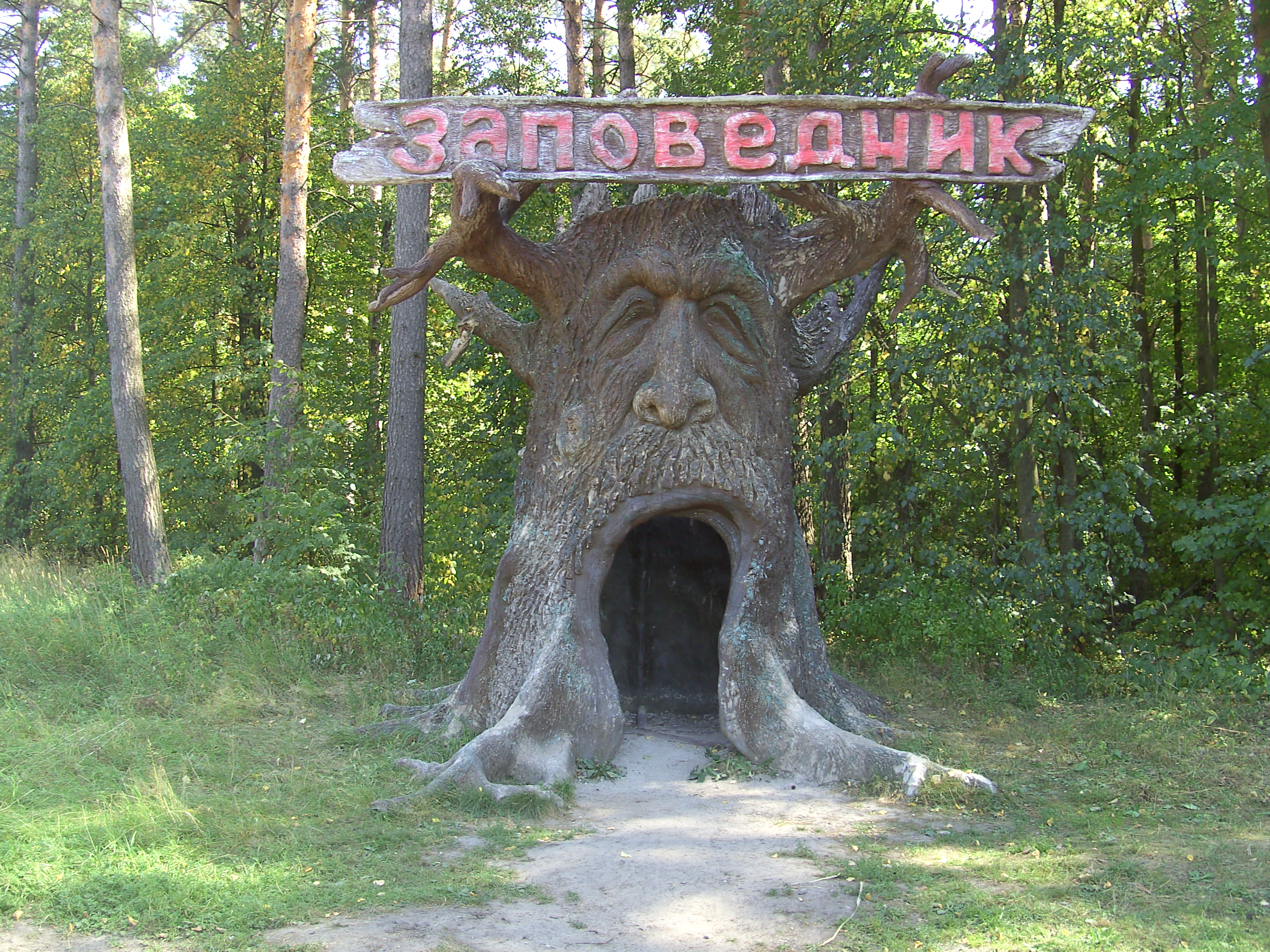

Чтобы уменьшить влияние интенсивной хозяйственной деятельности на природный комплекс заповедника, на прилегающих к нему территориях была установлена охранная зона площадью в 4710 га и шириной в 2 км. В неё вошли вся пойма Оки (между южной границей заповедника, проходящая по границе леса, пойменных лугов и урезом реки), окружающие заповедник лесные кварталы «Русского леса». В отличие от территории самого заповедника, в охранной зоне разрешена ограниченная хозяйственная деятельность, в частности ведение лесного хозяйства (сплошные рубки запрещены) и сельскохозяйственные работы в пойме Оки (распашка новых земель запрещена), однако запрещены выемка грунта, поиск и добыча полезных ископаемых, строительство дорог, промышленных и жилых помещений, а условия охоты и рыбной ловли должны согласовываться с администрацией заповедника.

### Меры наказания
Наказания за нарушение режимов и правил особо охраняемых природных территорий Вы можете посмотреть в Уголовном кодексе РФ в главе 26 «Экологические преступления» и в Кодексе РФ об административных правонарушениях в главе 8 «Административные правонарушения в области охраны окружающей природной среды и природопользования».

## Задачи заповедника

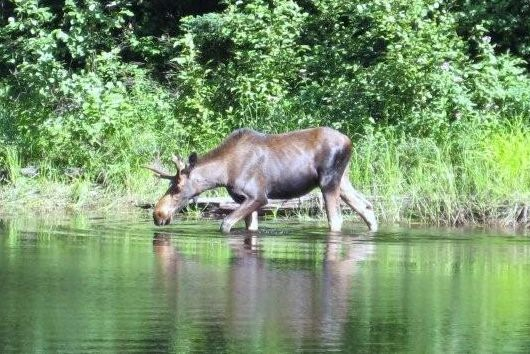
Лось на Сионском озере заповедника

- Сохранение всего природного комплекса, типичного и уникального для данной территории.
- Долговременное комплексное стационарное изучение экосистем заповедника и сопредельных территорий (экологический мониторинг).
- Сохранение и восстановление аборигенной флоры и фауны.
- Разведение, изучение и расселение в местах прежнего обитания европейского зубра.
- Сохранение и изучение уникальных степных растительных сообществ, носящих название «Окская флора».
- Экопросвещение.

Приокско-Террасный заповедник (ПТЗ) на протяжении более 60 лет своего существования выполнял задачу восстановления редких и сохранения типичных для данного региона видов. Результатом стало обогащение фауны Южного Подмосковья. Бобр — аборигенный вид, к началу XX века полностью истреблённый в центре Русской равнины. С целью его восстановления в этом регионе в Приокско-Террасный заповедник в 1948 году завезены 2 пары бобров из Воронежского заповедника, в 1955 году — две пары из Белоруссии. В 1962—1963 годах началось естественное расселение бобров из ПТЗ на территории Южного Подмосковья. К 1973 году в его результате образовалась южно-московская популяция бобров численностью 110 особей в 30 поселениях на левых притоках Оки в Серпуховском и Ступинском районах. На октябрь 2003 года в Серпуховском районе (вне ПТЗ) насчитывалось 68 бобровых поселений с численностью 329 особей, ПТЗ населяли приблизительно 40—45 особей. На ноябрь 2008 года в ПТЗ насчитывалось около 30—44 бобров. В результате деятельности ПТЗ образовалась стабильная, успешно наращивающая численность южно-московская популяция бобра. Вид возвращён в охотничью фауну.
Косуля — аборигенный вид, полностью истреблённый в регионе к началу XX века. Для его восстановления в Приокско-Террасный заповедник в 1949 году завезены 2 пары, выпущенные на свободу в 1950 году. К 1957 году численность косуль в ПТЗ достигла 63, началось естественное расселение их на территорию Серпуховского и Чеховского районов. К 1967 году образовалась восстановленная южно-московская популяция косули численностью 157 особей. На март 2004 года численность косуль в Серпуховском районе составляла около 160. В ПТЗ на февраль 2008 года насчитывалось 170 косуль. Вид успешно реинтродуцирован в регионе, возвращён в охотничью фауну.
Лось — малочисленный перед Великой Отечественной войной, после её окончания испытал быстрый рост численности. Максимум её пришёлся на 1961 год: 1300—1400 лосей в Серпуховском районе, из них 300 в ПТЗ. Чрезмерная плотность населения сказалась на состоянии леса и на состоянии популяции лося в Южном Подмосковье, пришедшей на грань массового падежа и появления эпизоотий. Зоолог ПТЗ Л. В. Заблоцкая после детального изучения лося в Южном Подмосковье добилась и организовала регуляцию численности лося путём отстрела. Зимой 1961/62 годов отстрелян 101 лось в ПТЗ и 128 — в Серпуховском районе вне ПТЗ. В результате численность лося в регионе в течение нескольких лет сократилась до допустимой. На март 2004 года на территории Серпуховского района насчитывалось около 160 лосей. В ПТЗ на февраль 2008 года насчитывалось 10 лосей. Благодаря деятельности ПТЗ популяция лося в Южном Подмосковье сохранена от деградации.
Кабан, пятнистый олень, европейский олень завезены в сопредельные с ПТЗ охотхозяйства, проникли в ПТЗ в 1960, 1966 и 1964 годах соответственно. Для этих видов ПТЗ играет роль станции переживания в периоды охоты и убежища в период размножения. На март 2004 года в Серпуховском районе 160—170 кабанов, 65 пятнистых оленей, 40 — европейских. В ПТЗ на февраль 2003 года 73 кабана, 15 пятнистых оленей, 13 европейских. На февраль 2008 года в ПТЗ 36 кабанов, 6 пятнистых оленей, 9 европейских. В регионе поддерживается стабильная численность этих охотничьих видов.

## Научно-педагогическая деятельность в Приокско-Террасном заповеднике

### Научные работы
В заповеднике проводится большой объём работ его научными сотрудниками и учёными других научно-исследовательских учреждений. По материалам исследований, выполненных сотрудниками заповедника и других научно-исследовательских учреждений (по договорам о сотрудничестве) к 2005 году опубликовано более 830 работ. В трудах заповедника, тематических сборниках и научных журналах.
- Геоморфологические исследования начаты Н. Н. Боголюбовым, В. С. Яблоковым, Т. Г. Сарычевой, А. Н. Москвитиным. В 1946—1949 годах продолжены Окской экспедицией НИИ географии МГУ, в 1960-е годы Институтом почвоведения и агрохимии АН СССР. В 2005 году опубликован Атлас карт заповедника, подготовленный сотрудниками заповедника и Пущинского научного центра биологических исследований АН России.
- Ботанические исследования
- Флористические исследования. Начаты в XIX веке профессорами Московского университета Н. Н. Кауфманом и Н. И. Горожанкиным, Н. И. Голенкиным, продолжены в XX веке П. А. Смирновым. В конце 20 — начале XXI века продолжены Г. Е. Левицкой, Л. В. Денисовой, С. В. Никитиной, Ю. Е. Алексеевым, М. М. Шовкуном.
- Изучение лугово-степных сообществ. Л. И. Красовский (1950-е — 1960-е), В. И. Данилов (1970-е), Г. Е. Левицкая (1990-е), Н. Н. Зеленская (2000-е).
- Изучение лесных формаций заповедника. В. Н. Сукачёв (1940-е), О. В. Шахова, Д. А. Корякин (1950-е — 1960-е), А. И. Каляев (1960-е), Н. А. Костенчук (1970-е — по н.вр.(2011)), И. Н. Осипов, О. В. Смирнова (1990-е — 2000-е).
- Териологические исследования. А. Т. Ромашова (1945—1947), Л. В. Заблоцкая (1947—1987), Н. В. Старцев, С. А. Альбов (1988—2000-е).
- Орнитологические исследования. А. Т. Ромашова (1945—1947), Г. Н. Лихачёв (1950-е — 1960-е), С. Д. Кулигин (1973—1983), М. М. Заблоцкая (1984—2000-е).
- Разработка и совершенствование научных основ восстановления зубра. М. А. Заблоцкий (1948—2006), И. П. Белоусова (1988—2002), Н. В. Требоганова (2000-е).
- Изучение биологии, экологии и этологии зубра. М. А. Заблоцкий (1948—1996), И. П. Белоусова (1988—2002), Н. В. Требоганова (с 1996 года), Е. Чекурова (2000-е).
- Фенологичесике наблюдения. С. Д. Кулигин (1973—1983), В. И. Данилов (1980—1995), Г. В. Соколова (2000-е).
- Регулярные наблюдения по программе «Летописи природы» проводятся с 1948 г. Они охватывают основные компоненты заповедника: территорию, погоду, рельеф, воду, исследовательских организаций (по договорам о сотрудничестве) к 2005 году опубликовано более 830 работ в Трудах заповедника, тематических сборниках и научных журналах.

### Научно-педагогическая деятельность
В Приокско-Террасном заповеднике проходят учебную практику студенты Филиала МГУ в городе Пущино, Российского государственного аграрного университета — МСХА им. К. А. Тимирязева, биологического факультета МГУ, Московского государственного педагогического университета, магистранты Пущинского государственного университета и других ВУЗов России.
Стажируются специалисты из различных научно-исследовательских учреждений и других ООПТ.
Обучаются и принимают участие в работе юные натуралисты — учащиеся колледжей, средних школ и лицеев. Обработанные материалы, посвященные территории, погоде, рельефу, воде, флоре и растительному покрову, фауне и животному миру, фенологии, продуктивности основных сообществ живых организмов, включаются в ежегодные книги «Летописи природы Приокско-Террасного заповедника».
ПТЗ входит во всемирную сеть биосферных резерватов, активно участвует в международном сотрудничестве по проблемам охраны природной среды.